# Десант в Нормандия
Десантът в Нормандия (известен още като Денят „Д“ или операция „Нептун“) е военна операция на Великобритания, САЩ и Канада срещу Третия райх, част от Втората световна война.
Самият десант започва на 6 юни 1944 на брега на Северна Франция в областта Нормандия, но е резултат от дълга предварителна подготовка и операции за дезинформация на противника. С десанта се дава начало на Битката за Нормандия, част от операция Овърлорд, целяща откриване на втори фронт срещу Нацистка Германия в Европа. Фелдмаршал Ервин Ромел е командир на германските сили в района, като Адолф Хитлер му е възложил развиването на укрепленията по Атлантическия вал в очакване на съюзническото нахлуване.
В десантната операция участват около 7000 кораба и десантни съда и близо 11 000 самолета. Най-голямата морска десантна операция по време на Втората световна война е осъществена успешно благодарение на огромното превъзходство по море и въздух, осигурено с ресурсите на САЩ. Успехът ѝ спомага за откриването на втори фронт в Европа. В този ден американските войски губят 6603 бойци, в това число 1465 убити, англичаните и канадците – около 4000 души убити, ранени и безследно изчезнали.

## Контекст
След като Вермахтът нахлува в Съветския съюз през юни 1941 г., Йосиф Сталин започва да оказва натиск върху Съюзниците, искайки те да отворят втори фронт в Западна Европа. Към края на май 1942 г. Съветският съюз и САЩ правят съвместно обявление, гласящо „...бе постигнато пълно разбиране по отношение на спешните задачи за създаване на втори фронт в Европа през 1942 г.“ Обаче британският министър-председател Уинстън Чърчил убеждава американския президент Франклин Рузвелт да отложи обещаното нахлуване, тъй като дори и с американска помощ Съюзниците не разполагат с адекватни войски за такава дейност.
Вместо незабавно връщане на Франция, западните съюзници предприемат офанзива в Средиземноморския театър на военните действия, където вече са стационирани британски войски. Към средата на 1943 г. е спечелена кампанията в Северна Африка. Тогава Съюзниците нахлуват в Сицилия през юли 1943 г., а впоследствие нападат и континенталната част на Италия през септември същата година. По това време съветските войски на Източния фронт вече са преминали в офанзива и са спечелили изключително важна победа в битката за Сталинград. Решението да се предприеме инвазия през Ламанша през следващата година е взето по време на Третата вашингтонска конференция през май 1943 г. Първоначалният план е ограничен от наличния брой десантни кораби, повечето от които вече са разположени в Средиземноморието и Тихия океан. На Техеранската конференция през ноември 1943 г. Рузвелт и Чърчил обещават на Сталин да открият дългоочаквания втори фронт през май 1944 г.
За място на десанта се вземат предвид четири места: Бретан, Котантен, Нормандия и Па дьо Кале. Тъй като Бретан и Котантен са полуострови, би било възможно немците да отрежат съюзническото настъпление в относително тесен участък, поради което тези места впоследствие биват отхвърлени. Тъй като Па дьо Кале е най-близката точка в континентална Европа до Великобритания, немците я считат за най-вероятното място за десант и следователно е тежко укрепен район. Все пак той предлага няколко възможности за настъпление, тъй като районът граничи с множество реки и канали, докато десант на дълъг фронт в Нормандия би позволил едновременна заплаха срещу пристанището на Шербур, пристанищата на запад в Бретан и сухопътна атака срещу Париж и накрая срещу Германия. Така е избрана Нормандия като място за първоначалния десант. Най-сериозният недостатък на нормандския бряг е липсата на пристанищни съоръжения. Това трябва да се преодолее чрез развиването на изкуствени пристани. Серия от модифицирани танкове, наричани играчките на Хобарт, се справят със специфичните изисквания, които се очакват за кампанията в Нормандия – миночистене, разрушаване на бункери, подвижни мостове.
Съюзниците планират да започнат инвазията на 1 май 1944 г. Първоначалната чернова на плана е приета по време на Квебекската конференция през август 1943 г. Генерал Дуайт Айзенхауър е назначен за командир на Главното командване на съюзническите сили. Генерал Бърнард Монтгомъри е избран за командир на 21-ва група армии, която е съставена от всички сухопътни войски, участващи в нахлуването. На 31 декември 1943 г. Айзенхауър и Монтгомъри първи виждат плана, който предлага морски десанти от три дивизии, подкрепяни от още две дивизии. Двамата веднага настояват мащабът на първоначалното настъпление да се увеличи на пет дивизии, с парашутни десанти от три допълнителни дивизии, които да позволят действия на по-дълъг фронт и да се ускори превземането на Шербур. Нуждата да се набавят допълнителни десантни кораби за разширената операция означава, че нахлуването трябва да се отложи поне до юни. В края на краищата, общо 39 съюзнически дивизии се налага да участват в битката за Нормандия: 22 американски, 12 британски, 3 канадски, 1 френска и 1 полска – над 1 милион души, всичките под британско командване.

## Операции
Операция Овърлорд е името, с което се назовава установяването на широкомащабен плацдарм в Европа. Първата фаза, състояща се от морски десант и установяване на стабилна опорна точка, е наречена операция Нептун. За да се придобие превъзходство във въздуха за успешно настъпление, Съюзниците предприемат кампания по бомбардиране, която цели неутрализирането на немските самолетостроене, горивни запаси и летища. Сложни объркващи и заблуждаващи ходове с кодово име Операция „Бодигард“ се предприемат в месеците преди нахлуването, за да се попречи на немците да научат времето и мястото на инвазията.
Морските десанти трябва да бъдат предшествани от парашутни операции около Кан на източния фланг, за да се подсигурят мостовете над река Орн, и северно от Карантан на западния фланг. Американците, които трябва да десантират на плажовете Юта и Омаха, имат задачата да превземат Карантан и Сен Ло на първия ден, а след това да отцепят полуостров Котантен и накрая да превземат пристанищните съоръжения на Шербур. Британците при плажовете Суорд и Голд и канадците при плажа Джуно трябва да защитават фланговете на американците и да се опитат да установят писти за самолети около Кан през първия ден. Стабилен плацдарм трябва да бъде установен, където да се съединят всички нахлуващи сили, както и да се задържи всичката територия северно от линията Авранш – Фалез за първите три седмици. Монтгомъри предвижда 90-дневна битка, която да продължи, докато всички съюзнически части стигнат до река Сена.

## Планове за заблуда
Под шапката на Операция „Бодигард“, Съюзниците провеждат няколко спомагателни операции, имащи за цел да заблудят немците относно датата и мястото на съюзническото нахлуване. Започва кампания по дезинформация, използвайки фалшив радио трафик с цел немците да си помислят, че нападението ще се проведе в Норвегия. Създадена е фалшива 1-ва американска група армии под ръководството на Джордж Патън, която ужким е разположена в Кент и Съсекс. Тя има за цел да убеди немците, че главната атака ще се проведе срещу Кале. Истинските радио съобщения от 21-ва група армии първо се насочват към Кент чрез наземни линии и след това се излъчват, за да се накарат немците да повярват, че повечето съюзнически сили са концентрирани именно там. Патън се намира в Англия до 6 юли, като по този начин продължава да заблуждава немците, че второ нападение ще се случи при Кале.
Много от немските радарни инсталации по френското крайбрежие са унищожени в подготовката за десантите. Освен това, през нощта преди нахлуването малка група на Специалната въздушна служба на Великобритания спуска чучела с парашути над Хавър и Изини. Те заблуждават немците, че е настъпил въздушен десант. През същата нощ 617-а ескадрила на Кралските ВВС спускат завеса от парчета метално фолио, което кара немските радарни оператори да си помислят, че това е военноморски конвой близо до Хавър. Илюзията е подкрепена от група малки плавателни съдове, снабдени със заградителни аеростати. Подобна объркваща операция е предприета близо до Булон сюр Мер в Па дьо Кале от 218-а ескадрила на Кралските ВВС.

## Метеорологични условия
Плановиците на нахлуването определят набор от условия, включващи фаза на луната, приливи и отливи, както и време на деня, които биха били задоволителни за операцията само за няколко дни всеки месец. Предпочита се пълнолуние, тъй като то би предоставило добро осветление за пилотите, както и големи приливи. Съюзниците желаят да насрочат десантите за малко преди разсъмване, по средата между отлива и прилива, докато приливът наближава. Това би подобрило видимостта върху препятствията на плажовете, докато намалява времето, през което войниците биха били изложени на открит огън. Айзенхауър временно избира 5 юни като ден за нападението. Обаче на 4 юни метеорологичните условия се оказват неподходящи за десантиране – силните ветрове и бурното море затрудняват до невъзможност десантните кораби, а ниските облаци биха попречили на изтребители да намират мишените си.
Капитан Джеймс Стаг от Кралските ВВС се среща с Айзенхауър вечерта на 4 юни. Той и метеорологичният му екип прогнозират, че времето ще се подобри достатъчно за операцията на 6 юни. Следващите дати с нужните приливни условия (и без пълнолуние) биха били две седмици по-късно, от 18 до 20 юни. Отлагането на нападението би изисквало повикването обратно на войници и кораби, които вече са се позиционирали да прекосят Ламанша, при което се увеличава шанса планът да бъде осуетен. След дълго обсъждане с други старши командири Айзенхауър решава, че нахлуването ще се състои на 6 юни. От 19 до 22 юни крайбрежието на Нормандия е ударено от тежка буря, която иначе би направила десантите тогава невъзможни.
Съюзническият контрол на Атлантическия океан означава, че германски метеорлози разполагат с по-малко информация, отколкото Съюзниците, относно метеорологичните условия. И докато метеорологичният център на Луфтвафе в Париж предсказва две седмици бурно време, много командири на Вермахта се оттеглят, за да гледат военни симулации в Рен, а много войници са пуснати в отпуска. Фелдмаршал Ервин Ромел се завръща в Германия за рождения ден на жена си и за да се срещне с Хитлер в желанието си да получи повече танкове.

## Атлантически вал
Обезпокоен от десантите при Сен Назер и Диеп през 1942 г., Хитлер нарежда да се построят укрепления по Атлантическия бряг от Испания до Норвегия, за защита от очаквано съюзническо нахлуване. Той предвижда 15 000 фортификации с гарнизон от 300 000 войници, но недостигът на суровини (главно на бетон и хора) означава, че повечето от укреплението така и не се построяват. Тъй като се очаква да бъде място на нахлуване, Па дьо Кале е тежко укрепен. В Нормандия най-тежките укрепления са концентрирани около пристанищата на Шербур и Сен Мало. Ервин Ромел е назначен да надзирава строителството на укрепленията по очаквания инвазионен фронт, който се разпростира от Нидерландия до Шербур. На него е възложено командването на новосформираната Група армии „Б“, включваща 7-а армия, 15-а армия и войниците, бранещи Нидерландия. Резервите, с които разполага, включват 116-а и 21-ва танкови дивизии.
Ромел смята, че брегът на Нормандия може да е възможно място за десант, така че нарежда построяването на отбранителни съоръжения по този бряг. Освен бетонни оръдейни гнезда на стратегически точки по крайбрежието, той нарежда поставянето на дървени колове, метални триподи, мини и големи противотанкови препятствия на плажовете, които да забавят приближаването на десантните съдове и да възпрепятстват движението на вражеските танкове. Очаквайки съюзническите сили да пристигнат по време на прилив, той нарежда много от тези препятствия да бъдат поставени при максималната точка на прилива. Голямо количество бодлива тел, минни капани и премахване на естествени прикрития правят достъпа опасен за пехотата. Пак по заповед на Ромел броят мини по крайбрежието е утроен. Съюзническата въздушна офанзива срещу Германия вече е пречупила Луфтвафе и си е осигурила въздушно превъзходство над Западна Европа, така че Ромел не се надява на ефективна подкрепа от въздуха. Луфтвафе успяват съберат само 815 самолета над Нормандия, докато Съюзниците разполагат с 9543. Ромел нарежда поставянето на колове-капани, наречени аспержи на Ромел (на немски: Rommelspargel) в долините и полята, които да пречат на парашутните десанти.

## Бронирани резерви
Ромел вярва, че Германия ще има най-голям шанс, ако нахлуването се спре още на брега. Той поисква мобилни резерви, особено танкове, да се стационират възможно най-близо до брега. Рундщет, Лео Гайр фон Швепенбург и други старши командири възразяват. Те смятат, че нападението не би могло да се спре на плажовете. Фон Швепенбург се застъпва за конвенционалната доктрина: поддържането на концентрирани танкови формации около Париж и Руан и извикването им само тогава, когато съюзническото настъпление е локализирано. Той изтъква също, че в Италианската кампания бронетехниката близо до брега понася тежки поражения от корабното бомбардиране. Мнението на Ромел е, че поради въздушното превъзходство на Съюзниците, мащабното движение на танкове няма да е възможно след започването на инвазията. Хитлер има последната дума, която е да се оставят три танкови дивизии под ръководството на фон Швепенбург и да се даде оперативен контрол на Ромел над още три като резерви. Хитлер лично поема контрола над четири дивизии като стратегически резерви, които следва да се използват само по негова пряка заповед.

## Военноморска операция
Военноморските действия за десанта са планирани много внимателно. Главното командване е поверено на британския адмирал Бъртрам Рамзи, който служи като флагман в Дувър по време на евакуацията на Дюнкерк четири години по-рано. Той е отговорен и за планирането на нахлуването в Северна Африка през 1942 г., както и за единия от двата флота, пренасящ войски за настъплението в Сицилия на следващата година.
Нападателният флот, който е съставен от части от осем различни военноморски сили, включва общо 6939 съда: 1213 бойни кораба, 4126 десантни катера, 736 спомагателни съда и 864 търговски съда. По-голямата част от флота е осигурена от Великобритания, която предоставя 892 бойни кораба и 3261 десантни катера. Мобилизирани са общо 195 700 души военноморски персонал, като от тях 112 824 са от британските ВМС, 25 000 от британския търговски флот, 52 889 американци и 4998 моряци от други съюзнически страни. Флотът е разделен на Западен военноморски отряд (под адмирал Алан Кърк), който има за цел да подпомага американските сектори, и Източен военноморски отряд (под адмирал Филип Виан) за поддръжка на британските и канадския сектор. Флотът разполага с 5 линейни кораба, 20 крайцера, 65 разрушителя и 2 монитора. Немските кораби в района по време на десанта включват 3 торпедни лодки, 29 ударни кратера, 36 миночистача и патрулни лодки. Немците разполагат и с няколко подводници и са минирали повечето подходи към Нормандия.

### Морска битка
Към 5:10 часа 4 немски торпедни лодки достигат Източния военноморски отряд и изстрелват 15 торпеда, потапяйки норвежкия унищожител „Свенер“ близо до плажа Суорд, но пропускайки линейните кораби „Уорспайт“ и „Рамилис“. След атаката немските съдове се връщат на изток под прикритието на димната завеса, която е спусната от британските ВВС с цел да се прикрие флота им от немската оръдейна батарея с голям обсег в Хавър. Немските мини потапят унищожителя „Кори“ близо до плажа Юта и патрулния кораб PC-1261. Потопени са голям брой десантни катери.

## Бомбардиране
Бомбардирането на Нормандия започва около полунощ и в него участват над 2200 британски, американски и канадски бомбардировача, които атакуват цели по крайбрежието и във вътрешността на страната. Крайбрежната бомбардировка на плажа Омаха като цяло е провалена, тъй като ниските облаци затрудняват видимостта. Страхувайки се да не нанесат щети по приятелски войски, много бомбардировачи забавят атаките си, при което не уцелват бреговите защитни съоръжения. Немците разполагат с 570 самолета, стационирани в Нормандия, и още 964 в Германия.
Миночистачите започват да чистят пътеки за нахлуването малко след полунощ и привършват малко преди зазоряване, без да засекат вражески единици. Западният военноморски отряд включва линейните кораби „Арканзас“, „Невада“, „Тексас“ плюс 8 крайцера, 28 унищожителя и 1 монитор. Източният военноморски отряд включва линейните кораби „Рамилис“ и „Уорспайт“, 12 крайцера, 37 унищожителя и 1 монитор. Военноморското бомбардиране на районите отвъд плажовете започва към 5:45 часа, по тъмно, като артилеристите се прицелват към предварително зададени цели по плажовете, когато се развиделява към 5:50 часа. Тъй като войските трябва да слязат на плажовете Юта и Омаха към 6:30 часа, тези райони са обстрелвани само около 40 минути от корабите, преди десантът да започне.

## Въздушнодесантна операция
Успехът на десанта по море зависи от установяването на здрава опора, от която да се разшири бреговият плацдарм и да позволи натрупването на запасена войска, способна да продължи към вътрешността. Десантните войски са особено уязвими към силните немски контранастъпления преди пристигането на достатъчно съюзнически сили на бреговия плацдарм. За да се забави или елиминира способността на немците да организират и предприемат контраатаки през този критичен период, се използват въздушнодесантни войски за превземане на ключови цели – мостове, кръстопътища, хълмове. Тези парашутни десанти на известно разстояние зад плажовете имат за цел и да облекчат излизането на силите на морския десант, а в някои случаи и да неутрализират немските брегови батареи.
Американските 82-ра и 101-ва парашутни дивизии са назначени за целите на запад от плажа Юта, където трябва да поемат контрола над тесни пътища през терен, който нарочно е наводнен от германците. Докладите от съюзническото разузнаване от средата на месец май споменават пристигането на немската 91-ва пехотна дивизия, което означава, че планирани места за спускане трябва да се изместят на изток и на юг. Британската 6-а парашутна дивизия на източния фланг трябва да превземе невредими мостовете над Канския канал и река Орн, да разрушат пет моста над река Див на 10 km източно и да унищожат Мервилската артилерийска батарея, гледаща към плажа Суорд. Парашутисти на сражаваща се Франция са назначени на задачи в Бретан от 5 юни до август.
Първите американски парашутисти са спуснати малко след полунощ. След кацането на земята те се консолидират в малки групи. Широкото разпръсване на тези групи обърква немците. Германската 7-а армия е осведомена относно парашутния десант към 1:20 часа, но фелдмаршал Герд фон Рундщет първоначално не вярва, че настъпва голямо нахлуване. Унищожаването на немските радарни инсталации в Нормандия през седмицата преди десанта кара немците да засекат наближаващия десантен флот едва към 2:00 часа.

## Плажни десанти

### Танкове
Някои от десантните машини са модифицирани така, че да предоставят близък поддържащ огън, а самоходни морски танкове Duplex Drive, които са специално проектирани за десанта в Нормандия, трябва да пристигнат малко преди пехотата, която ще прикриват. Обаче, само малко пристигат преди нея и много потъват преди да достигнат брега, особено при Омаха.

### Плаж Юта
Плажът Юта попада в район, отбраняван от два батальона на 919-и гренадирски полк. Части от американския 8-и пехотен полк от 4-та пехотна дивизия са първите, озовали се на плажа в 6:30 часа. Десантните им съдове са изтласкани на юг от силно течение и войниците се озовава на около 1,8 km от предназначеното им място за десант. Това място се оказва по-добро, тъй като наблизо има само едно укрепление, вместо две, а бомбардировачите на 9-а бомбардировъчна дивизия вече са нанесли значителни щети по защитата му, след като са пуснали бомбите си от по-ниска височина от предвидената. Освен това, силното течение е избутало на брега много от подводните препятствия. Помощник-командирът на 4-та пехотна дивизия, бригаден генерал Теодор Рузвелт-младши, който е и първият старши офицер на брега, взема решението „да започне войната именно оттук“ и нарежда следващите десанти да се пренасочат към местоположението му.
Първоначалните нападателни батальони са бързо последвани от 28 танка Duplex Drive и няколко вълни от инженери и екипи за разрушаване, които трябва да премахнат препятствията на плажа и да изчистят района непосредствено отвъд плажа от препятствия и мини. Направени са пролуки в морската стена, за да могат по-бързо да се придвижват войските и танковете. Бойните групи започват да излизат от плажа към 9:00 часа, докато части на пехотата нагазват през наводнените поля, вместо да минават по един-единствен път. През деня те се сражават с елементи на 919-и гренадирски полк, които са снабдени с противотанкови оръдия и пушки. Основното укрепление в района и друго на 1,2 km на юг са неутрализирани към пладне. 4-та пехотна дивизия не изпълнява всичките си цели за деня на плажа Юта, отчасти защото те пристигат твърде на юг, но успяват да пристигнат 21 000 души, които понасят само 197 жертви.

### Пуент дю Ок
Пуент дю Ок (на френски: Pointe Du Hoc), представляващ издаден стръмен бряг между плажовете Юта и Омаха, става цел на двеста души от 2-ри рейнджърски батальон под командването на подполковник Джеймс Ръдър. Задачата е да се изкачат 30-метровите скали с куки, въжета и стълби, за да се унищожи бреговата оръдейна батарея, която се намира отгоре. Скалите се отбраняват от немската 352-ра пехотна дивизия и френски колаборационисти. Съюзнически разрушители предоставят прикриващ огън. След като изкачват скалите, рейнджърите откриват, че оръдията вече са били изтеглени назад. Те откриват оръдията незащитени, но в бойна готовност в овощна градина на около 550 m южно и ги неутрализират с експлозиви.
Вече отцепилите се рейнджъри парират множеството контраатаки от немския 914-и гренадирски полк. Хората, намиращи се при Пуент дю Ок, също се оказват изолирани и някои от тях биват заловени. До следващата сутрин Ръдър вече разполага само с 90 войници. Помощ пристига едва ден по-късно, когато пристигат части от 743-ти танков батальон и други. Дотогава хората на Ръдър вече са свършили амунициите и използват плячкосани немски оръжия. В резултат на това са убити няколко души, тъй като немските оръжия издават характерен звук, който заблуждава някои американски войници, че наблизо има врагове. Към края на битката рейнджърите са претърпели 135 жертви, докато от немска страна жертвите са 50, а пленените – 40. Не е известен броят на убитите френски колаборационисти.

### Плаж Омаха
Омаха, който е най-силно отбраняваният плаж, е възложен на 1-ва и 29-а пехотни дивизии. Те са изправени срещу немската 352-ра пехотна дивизия, вместо очаквания единичен полк. Силното течение изтласква много десантни съдове на изток от планираното място или ги забавя. Страхувайки се, че ще ударят десантните катери, американските бомбардировачи забавят пускането на бомбите си и в резултат на това повечето от препятствията на плажа Омаха остават непокътнати, когато войниците слизат на брега. Много от десантните катери засядат в плитчините и на войниците се налага да газят в продължение на 50 – 100 метра с вода, стигаща до вратовете им, докато биват обстрелвани от плажа. Въпреки бурното море, танкове от 741-ви танков батальон са спуснати на 4,6 km от брега, но 27 от 32 танка са наводнени и потъват. Някои танкове, заседнали на плажа, продължават да предоставят прикриващ огън, докато разполагат с амуниции или докато не са наводнени от прилива.
Американските жертви са около 2000, тъй като войниците са обстрелвани от скалите над плажа. Проблемите по изчистването на плажа от препятствия водят до спирането на по-нататъшни десанти на превозни средства към 8:30 часа. Група разрушители пристигат по това време, за да предоставят поддръжка и десантите да могат да продължат. Излизането от плажа е възможно само през пет тежко охранявани дерета и към края на утринта само 600 войници са се изкачили. Към обед, когато американският артилерийски огън вече е нанесъл значителни щети на немците, чиито амуниции започват да свършват, американците успяват да изчистят някои ивици на плажа. Те също успяват да изчистят деретата от вражески единици, така че бронетехниката да може да напредне. Незначителната плажна ивица е разширена през трите дни, а целите на десанта при Омаха са изпълнени три дни след десанта.

### Плаж Голд
Първият десант на плажа Голд е планиран за 7:25 часа, поради разликите в нивото на прилива между този плаж и плажовете на американците. Силният вятър усложнява положението за десантните катери, а амфибийните танкове Duplex Drive са спуснати близо до брега или директно на плажа, вместо по-надалеч, както е по план. Три от четирите оръдия в голямото гнездо близо до Лонг сюр Мер са неутрализирани чрез преки удари от крайцерите „Аякс“ и „Аргонаут“ към 6:20 часа. Четвъртото оръдие продължава да обстрелва плажовете през следобеда, а гарнизонът му се предава чак на следващия ден. Въздушните атаки не успяват да ударят укреплението Льо Амел, чиято амбразура гледа на изток, предоставяйки анфиладен огън по плажа, и чийто бетон е подсилен от страната към морето. 75-милиметровото му оръдие продължава да нанася щети до 16:00 часа, когато модифициран британски танк изстрелва голяма мина в тила му. Друго гнездо с каземат при Ла Ривиер с 88-милиметрово оръдие е неутрализирано от съюзнически танк към 7:30 часа.
Междувременно съюзническата пехота започва да изчиства силно фортифицираните къщи по крайбрежието и напредва към целите си във вътрешността. Британски командоси се придвижват към малкото пристанище на Пор ан Бесен и го превземат на следващия ден след битка. Главен сержант на рота Стенли Холис получава единствения кръст Виктория, връчен по време на десанта в Нормандия, като признание за действията му по атакуването на две огневи точки, разположени на възвишението Мон Фльори. На западния фланг Хемпширският полк превзема Ароманш, а на източния фланг е установен контакт с канадските сили при Джуно. Байо не е превзет през първия ден, поради ожесточената съпротива на немската 352-ра пехотна дивизия. Съюзническите жертви на плажа Голд са оценени на около 1000 души.

### Плаж Джуно
Десантите на Джуно са забавени от бурното море, а войниците пристигат преди поддържащата ги бронетехника, поради което те претърпяват множество жертви, докато слизат на брега. Повечето от бомбардировките не уцелват немските отбранителни съоръжения. Създадени са няколко изхода от плажа, но не и без трудности. На западния фланг голям бомбен кратер е запълнен с изоставен британски танк и няколко пласта дървен материал, които след това са покрити от временен мост. Танкът остава там до 1972 г., когато е премахнат и възстановен от британски инженерни войски.
Големи германски укрепления със 75-mm картечници, картечни гнезда, бетонни фортификации, бодлива тел и мини са разположени при Курсьол сюр Мер, Сент Обен сюр Мер и Берниер сюр Мер. Самите градчета също се налага да бъдат изчистени от врагове къща по къща. Войниците на път към Бени сюр Мер, на около 5 km във вътрешността, откриват, че пътят е добре покрит от картечни гнезда, които се налага да бъдат заобиколени и неутрализирани, преди да продължат. Елементи на 9-а канадска пехотна бригада напредват до летището Каен-Карпике в късния следобед, но по това време поддържащата ги бронетехника вече е привършила амунициите си, така че канадците се оказват принудени да се окопаят през нощта. Летището е превзето едва месец по-късно, a районът става сцена на особено жестоки сражения. До падането на нощта съседните плажове Джуно и Голд покриват площ с размери 19 на 10 km. Съюзническите жертви при Джуно възлизат на 961 души.

### Плаж Суорд
На плажа Суорд 21 от първите 25 танка Duplex Drive успяват да се доберат невредими до брега, където предоставят прикриващ огън за пехотата, която започва да слиза на плажа към 7:30 часа. Плажът е силно миниран и осеян с препятствия, което прави работата по изчистването му трудна и опасна. Във ветровитото време приливът идва по-бързо от очакваното, така че маневрирането на бронетехниката също бива затруднено. Плажът бързо се задръства. Бригадир Саймън Фрейзър и неговата 1-ва специална бригада пристигат след това. Командоси преминават през Уистреам, за да атакуват в тила немска оръдейна батарея на брега. Бетонна наблюдателна и контролна кула на това място се налага да бъде заобиколена и да бъде превзета едва няколко дни по-късно. Френски войски под командването на Филип Кифер нападат и подсигуряват силно укрепената огнева точка при казиното на Рива Бела с помощта на един британски танк.
Укреплението близо до Колвил сюр Мер е превзето след около час сражения. Близкото укрепление и щаб-квартира на немския 736-и пехотен полк представлява голям комплекс от защитни съоръжения, който е останал невредим след сутрешните бомбардировки. Той е превзет около 20:15 часа. Части на 2-ри батальон започват да напредват към Кан пеша, стигайки на няколко километра от града, когато се налага да се оттеглят, поради липсата на бронирана подкрепа. Към 16:00 часа немската 21-ва танкова дивизия започва контранастъпление между Суорд и Джуно и почти успява да достигне Ламанша. Тя среща ожесточена съпротива от британската 3-та дивизия и скоро е привикана обратно, за да подпомогне действията между Кан и Байо. Оценката на броя съюзнически жертви при плажа Суорд възлиза на около 1000 души.

## Последици
Десантът в Нормандия е най-голямото нахлуване по море в историята, включвайки близо 5000 десантни съда, 289 ескортиращи съда и 277 миночистача. Близо 160 000 войници преминават Ламанша, като към края на юни броят им е нараснал до 875 000. Съюзническите жертви през първия ден са поне 10 000, от които 4414 са потвърдени. Немците губят около 1000 души. Съюзническите планове за нахлуване включват превземане на Карантан, Сен Ло, Кан и Байо на първия ден, докато всички плажни фронтове (освен Юта) са свързани на една фронтова линия на разстояние 10 – 16 km от плажовете. Никоя от тези цели не е изпълнена. Петте плажни фронта са свързани чак на 12 юни, по което време Съюзниците вече се сражават на фронт с дължина 97 km. Кан, който е една от основните цели, все още е в ръцете на германците и е превзет едва на 21 юли. Немците нареждат на френското цивилно население да се изнесе от потенциалните райони на военни действия в Нормандия. Цивилните жертви по време на десанта и на следващия ден възлизат на около 3000 души.
Победата в Нормандия произтича от няколко фактора. Немските укрепления по Атлантическия вал са само частично завършени – малко преди деня на десанта Ервин Ромел докладва, че строителството е готово само на 18% в някои райони, тъй като ресурсите се отклоняват на другаде. Заблуждаващите операции на Съюзниците се оказват успешни, принуждавайки немците да защитават огромен участък от крайбрежието на Франция. Също така Съюзниците постигат и поддържат въздушно превъзходство, което означава, че немците се оказват неспособни да наблюдават вражеската подготовка във Великобритания и не могат да се намесят с бомбардировки. Транспортната инфраструктура във Франция е сериозно нарушена от съюзническите бомбардировки и френската съпротива, което затруднява немците да доставят подкрепления и провизии. Откриващите бомбардировки на Съюзниците се оказват не особени точни, за да имат някакъв ефект, но специализираната бронетехника сработва добре, с изключение при Омаха, предоставяйки артилерийски огън за пехотата, докато слиза на плажовете. Сложната командна структура на немското висше командване също играе роля в съюзническия успех.

## Галерия
- Десант в Нормандия
- Атлантическият вал
- Карта на военните действия
- Германски войски използват пленени френски танкове Hotchkiss H35 в Нормандия, юни 1944 г.
- Ламанш, 6 юни 1944 г.
- Министър-председателя Чърчил и командващия Монтгомъри на инспекция в Кан, Франция, 22 юли 1944 г.
- „Омаха бийч“, 31 октомври 1944 г.
- Сутринта след десанта
- Пленени германски войски, охранявани от канадски войник

## В популярната култура

### Филми
- Най-дългият ден (1962)
- Спасяването на редник Райън (1998)
- Братя по оръжие (2001, минисериал)

### Видеоигри
- Medal of Honor: Allied Assault (2002)
- Medal of Honor: Frontline (2002)
- Call of Duty 2 (2005)
- Call of Duty: WWII (2017)